# Alfonso de Anda
Alfonso de Anda García (Ciudad de México, 25 de julio de 1974), conocido popularmente como Poncho de Anda, es un presentador de televisión y comunicador mexicano.

## Biografía
De Anda García comenzó su carrera en 1996 como locutor de la popular estación "Alfa 91.3" de Grupo Radio Centro, donde fungió también como productor de sus propios programas. Más adelante Alfonso dejó la radio para incursionar en la televisión con la cadena de televisión mexicana "TV Azteca", donde trabajó como conductor del programa de entretenimiento "Estudio Siete" y el programa de videos musicáles "Alfa Dance" para el canal 7.
En 2001, Alfonso de Anda dejó México para irse a los Estados Unidos donde aceptó la posición como presentador principal del programa de noticias de espectáculos "Fuzión" para "MUN2 TV". Ese mismo año, De Anda pasó a formar parte de la cadena TELEMUNDO, donde permaneció hasta 2009.
Para Telemundo Alfonso trabajó como conductor del Reality Musical del reconocido productor Emilio Estefan “Nuevas Voces de América,” donde sirvió como guía principal. También trabajó como conductor de entretenimiento para el noticiero nacional “Hoy en el Mundo”, y desempeñó labores como coconductor de los programas matutinos “De Mañanita" y "Cada Día”. Alfonso también presentó para Telemundo, un sinúmero de especiales entre los que se resaltan la alfombra roja de Los Premios Billboard a la Música Latina, el Certamen Miss Universo y el desfile del Día de Acción de Gracias de Macy's, entre otros.
En 2010 "Poncho", como le dicen con cariño sus amigos, se convirtió en el copresentador del popular programa matutino de Univisión “Despierta América” donde permaneció hasta  2012. Para Univisión también condujo el reality show “Dale Con Ganas”; del creador del popular show de NBC “The Biggest Loser,” Dave Broome, y el productor ejecutivo Emilio Estefan. Además presentó la edición número 48 y 49 del Desfile de las Rosas, desde Pasadena, California.
En 2013 Alfonso de Anda fue el conductor de la popular franquicia de Simon Cowell “El Factor X” "The X Factor". Una competición musical producida por FremantleMedia para la Cadena MundoFOX en los Estados Unidos y Latinoamérica. En 2013, Alfonso también realizó la copresentación de un piloto para un talk show "Marysol & Poncho" destinado a salir el mercado anglo americano y del cual no hay información sobre la fecha que saldría al aire.
Ese mismo año, Alfonso de Anda se asocia con Peter López (ejecutivo y veterano de la industria de la televisión) y Jorge Otero (profesional de la publicidad en Colombia con una vasta experiencia en el campo) para crear "Ikabron Productions" con el fin de convertirse en una productora generadora de contenido de entretenimiento con alto impacto social. 
El 2014 marca el regreso de Poncho a México para integrarse como presentador de TV Azteca y titular del matutino "Venga la Alegría" (popular programa de entretenimiento). Ese mismo año le dan la titularidad de "Soy Tu Doble VIP", concurso de reality en el que famosos imitan a famosos; además fue reconocido por el Círculo Nacional de Periodistas de México con su máximo galardón "Palmas de Oro" por su destacado trabajo como presentador de televisión.
En 2015 Poncho fue invitado a participar en la competencia de baile "Baila si Puedes" donde alcanzó a llegar a semifinales y fue conductor estelar del programa "No Pierdas El Billete" también de TV Azteca. Un programa de concursos donde el público lucha por ganar hasta un millón de pesos superando pruebas de destreza física. Se estrenó en agosto de 2015 y fue producido por Azteca y Shine/Endemol.
Actualmente Poncho conduce el Reality "La Gran Sorpresa" los domingos, en horario estelar para Univisión y el programa de tecnología "Mundo CNET" para HITN. También se dedica al 100% a su compañía productora "Ikabron Productions", donde crean contenido lineal y digital para diferentes plataformas y canales televisivos. Simultáneamente conduce y produce un proyecto Live Stream para "iKaBronline Archivado el 15 de agosto de 2019 en Wayback Machine." de nombre "WTF" que puede ser visto por Facebook y "YouTube" todos los martes y jueves a las 6:00 PM en Miami FL. Además produce semanalmente contenido para su canal oficial de Youtube "Poncho de Anda 24/SIE7E" donde nos muestra por medio de su video blog, diferentes facetas de su vida personal y profesional.
Como entrevistador, Alfonso ha conversado con personalidades importantes del mundo del entretenimiento, entre las que resaltan Shakira, Ricky Martin, Gloria Estefan, Enrique Iglesias, Antonio Banderas, Tom Hanks, Will Smith y Robert De Niro entre muchos otros.
En reconocimiento a su destacada carrera y trabajo, de Anda fue honrado en febrero de 2015 con una placa donde plasmo sus huellas para el "Paseo de las Estrellas" en la Ciudad de México. Además en 2014 fue reconocido por la "Asociación Nacional de Periodistas en México" gracias a su impecable trayectoria como comunicador. Por si fuera poco en 2011 y 2014 respectivamente, Poncho fue reconocido en la edición estrellas del año de la revista "People en Español" como "Mejor conductor de TV". De igual forma en 2008 recibió el premio “Sin Límite” en Nueva York como mejor presentador de televisión por su trabajo realizado en Telemundo.
En 2005, Poncho formó parte de la lista en la edición especial de la revista "People en Español" como uno de los "50 Más Bellos".
De Anda es egresado de la carrera de Ciencias de la Comunicación en la Universidad Intercontinental de la Ciudad de México y tiene un Diploma en Gestión de la comunicación de la Université Du Quebec (Universidad de Quebec). Actualmente reside entre México y Estados Unidos y está casado con la pintora colombiana Lina Amashta, con quien tiene dos hijos (Valeria y Daniel Alfonso).

## Trayectoria

### Radio
- Alfa Radio 91.3 (1996-1997) Grupo Radio Centro

### Televisión
- La Gran Sorpresa (2018) Univisión
- Mundo CNET (2017) HITN
- Venga la Alegría (2014-2016) TV Azteca
- No Pierdas El Billete (2015) TV Azteca
- Baila Si Puedes (2015) TV Azteca
- Ecomentes (2014) Discovery Channel
- Soy tu Doble (2014) TV Azteca
- El Factor X (Estados Unidos) (2013) FreeMantle Media/ MundoFOX
- Dale Con Ganas (2012) Univisión
- Despierta América (2010-2012) Univisión
- Desfile de las Rosas (2010-2011) Univisión
- Los nominados a Premios lo Nuestro (2011) Univisión
- Paparazzi TV (2009-2010) Mega TV
- Los Implicados (2009) Mega TV
- Cada Día (2005-2008) Telemundo
- Miss Universe (2005-2008) Telemundo
- La alfombra roja de Los Premios Billboard a la Música Latina (2005-2008) Telemundo
- Desfile del día de acción de Gracias de Macy's (2004-2006) Telemundo
- Nuevas Voces de América (2005-2008) Telemundo
- De Mañanita (2004-2005) Telemundo
- Hoy en el Mundo (2001-2004) Telemundo
- Fuzión (2001) Mun2
- Estudio Siete (1999-2001) TV Azteca
- Alfa Dance (1997-1998) TV Azteca

## Reconocimientos
- Huellas en Paseo de las Estrellas / Trayectoria (2015)
- Estrellas del año de People en Español / Mejor Presentador de TV  (2014)
- Sin Límite / Mejor Presentador (2008)
- Estrellas del año de People en Español / Mejor Presentador de TV  (2011)
- Sol de Oro (Círculo Nacional de Periodistas de México) / Reconocimiento por trayectoria (2014)
- Premio Q (Revista Q Que...México) / Reconocimiento por trayectoria (2014)
- Premio Grandes Valores / Reconocimiento a la ética y responsabilidad social como comunicador y conductor de televisión (2014)
- Palma de Oro / Círculo Nacional de Periodistas de México Reconocimiento por su trayectoria (2014)

## Vida personal
Poncho de Anda nació en la Ciudad de México el 25 de julio de 1974. Es hijo de padre mexicano (Alfonso) y madre cubana (Odette) y tiene 2 hermanos menores (Juan Carlos y Alain).
En su adolescencia el presentador mexicano integró una banda de rock llamada Cuarto Dormitorio.
Alfonso de Anda es nieto de Carlos de Anda Domínguez, atleta mexicano reconocido por la CODEME "Confederación Deportiva Mexicana" como el mejor del medio siglo XX y que con lo cual ganó el derecho de integrarse al Salón de la Fama de México gracias a que logró convertirse en campeón centroamericano, panamericano y finalista en las Olimpiadas de Los Ángeles de 1932.
En 2001, Alfonso dejó México para residir en los Estados Unidos donde más adelante obtuvo su residencia y donde finalmente se convirtió en ciudadano americano en 2009. Alfonso está casado desde 2003 y tiene 2 hijos. En enero de 2012, durante una de las transmisiones de Despierta América, Alfonso de Anda tuvo un accidente que provocó serías lesiones en su columna vertebral. Dicho incidente le obligó a someterse a una delicada cirugía de columna el 7 de abril de ese mismo año, la cual lo mantuvo ausente de la pantalla de televisión por más de un año mientras logró recuperarse.
Actualmente reside en Miami, Florida donde además de continuar con su carrera de conductor, dedica gran parte de su tiempo a dirigir la casa productora "iKaBron Productions".